# حواست به حرفات باشه
حواست به حرفات باشه (انگلیسی: Mind Your Language) یک کُمدی موقعیت (سیت کام) بریتانیایی است که در سال ۱۹۷۷ درشبکهٔ تلویزیونی آی‌تی‌وی پخش شد. این برنامه تلویزیونی توسط
لاندن ویکند تله‌ویژن تولید و توسط استوارت آلن کارگردانی شد.
ابن برنامه سریالی در سه سری بین سال‌های ۱۹۷۷ و ۱۹۷۹ تولید شد و برای مدت کوتاهی در سال ۱۹۸۵ با شش نفر از بازیگران اصلی مجدداً ساخته شد.
این سریال افرادی از کشورهای مختلف با پیشینه‌های اجتماعی، مذاهب و زبان‌های مختلف نمایش می‌دهد که همگی در یک کلاس درس انگلیسی به عنوان زبان خارجی حضور داشته و مشغول یادگیری انگلیسی هستند.

## خلاصه داستان
این سریال، داستان یک کلاس انگلیسی به عنوان زبان خارجی است که توسط آقای جرمی براون در یک کالج آموزش بزرگسالان در لندن و به گروهی از خارجیان آموزش داده می‌شود.

## بازیگران و شخصیت‌ها

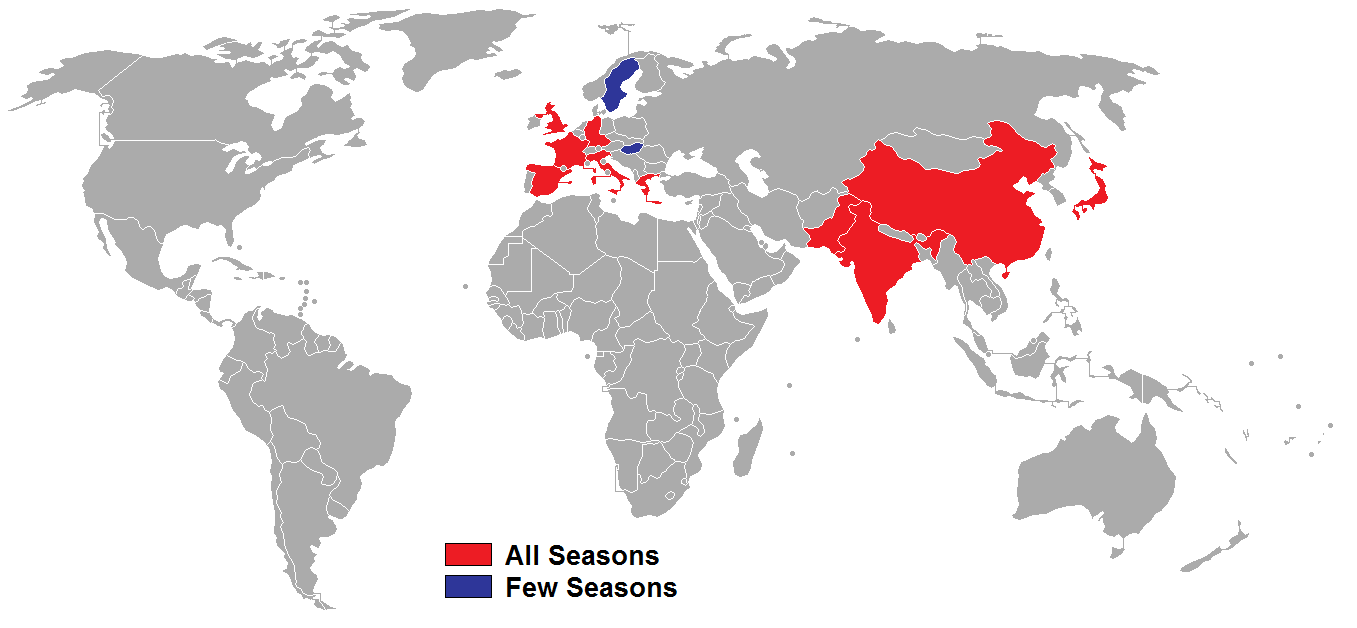
کشورهایی که دارای زیان آموزان خارجی در سریال بودند (سری ۱ الی ۳)

### سری ۱ الی ۳
- بری اونز، (۴۲ قسمت) در نقش جرمی براون، معلم زبان انگلیسی و نقطه کانونی بیشتر سریال. او یک مرد مجرد خوش‌اخلاق و جدی در دهه سی زندگی اش است که به تنهایی زندگی می‌کند (البته به همراه یک گربه سیامی به نام ژوزفین، که در «امتحان» از او نام می‌برد) و دارای مدرک لیسانس هنر از دانشگاه آکسفورد است. او در سری ۱ قسمت ۱، به عنوان معلم آزمایشی برای کلاسی استخدام شد، که به او هشدار داده شد که دانش آموزان آن کلاس، معلم قبلی را دیوانه کرده‌اند. آقای براون از پس این چالش برمی آید اما اغلب از تفسیرهای خلاقانه زبان آموزانش از زبان انگلیسی عصبانی می‌شود.
- جورج کامیلر(۴۲ قسمت) در نقش جیووانی کوپلو، (ایتالیایی: Giovanni Capello) یک سرآشپز کلیشه ای ایتالیایی-بریتانیایی کاتولیک، سخنگو و مبصر دفاکتوی کلاس. او بهترین دوست مکس است که با او هم‌خانه می‌شود. مشکل اصلی جیووانی با زبان انگلیسی درک استعاره‌ها و کلمات طولانی است، اگرچه او اغلب عمداً به اشتباه پاسخ می‌دهد تا کلاس را سرگرم کند. او اغلب آقای براون را پروفسوری (ایتالیایی: Professori) صدا می‌کند. وقتی شوکه یا غافلگیر می‌شود، اغلب از عباراتی مانند «سانتا ماریا»، «ووپس آدیا دیزی»، «اوکی کوکی»، «بوونا سرا» یا «هولی راویولی» استفاده می‌کند. او با گفتن (ایتالیایی: scusi) که به معنی «متاسفم» است، عذرخواهی می‌کند. او مجموعه ای پیچیده از نام‌های کوچک دارد: جیووانی وینچنزو مارکو دینو آلبرتو لئوناردو و غیره. نام خانوادگی او گاهی اوقات در تیتراژ پایانی سریال "Cupello" نیز نوشته می‌شود.
- گئورگ مالیکیان (۲۹ قسمت) در نقش ماکسیمیلیان آندریا ارشمیدس پاپاندریوس به اختصار مَکس (سری ۱ الی ۳)، پرسنل یک آژانس کشتیرانی، یونانی ارتدوکس تیپیکال اهل آتن و دوست و همراه جیووانی. او نیز مثل جیووانی جذب دانیل می‌شود، اما در طی سریال، این سه با هم دوست می‌شوند.مکس تمایل به درک اشتباه استعاره‌ها و کلمات طولانی را دارد. او همچنین لهجه غلیطی دارد که باعث می‌شود تقریباً هر کلمه ای که با صدای مصوت شروع می‌شود را با صدای «ه» در ابتدا تلفظ می‌کند. بعداً، او آپارتمان خود را با جیووانی دوست صمیمی اش، شریک شده است. این دو شخصیت (جیووانی و مکس) بهترین میزان تسلط بر زبان انگلیسی را در بین تمام دانش‌آموزان این سریال دارند.
- رابرت لی (۲۹ قسمت) در نقش تارو ناگازومی (سری ۱ الی ۳)، یک مدیر ژاپنی که به عنوان نماینده برای شعبه لندن شرکت الکترونیکی خیالی ژاپنی «بوشیدو الکترونیک»  مشغول به کار است.او انگلیسی را کاملاً روان صحبت می کند، اما عادت دارد تقریباً به هر کلمه ای که می گوید -o اضافه کند (مثل "thank-o"، "England-o" و غیره) و همیشه پاسخ می دهد "Ah so!"و هر گاه مورد خطاب قرار می گیرد تعظیم می کند.او در اوایل سریال به دلیل اختلافات سیاسی ژاپن و چین در دهه ۱۹۷۰ با سو لی اختلاف داشت اما این دو بعداً با هم دوست شدند.بیشتر اوقات او با دوربینش دیده می شود.
- فرانسواز پاسکال (۲۹ قسمت) در نقش دانیل فاور (سری ۱ الی ۳)، یک دختر جوان او پر و عاشق‌پیشه کاتولیک فرانسوی که فوراً توجه همه مردان از جمله آقای براون را به خود جلب می‌کند. زیبایی او اغلب حواس جیووانی و مکس را از پاسخ‌هایشان منحرف می‌کند، در حالی که آقای براون اغلب در موقعیت‌های ظاهراً مجرمانه با او قرار می‌گیرد و به شدت جذب او می‌شود. وقتی اینگرید به کلاس می‌پیوندد، او عصبانی شده و رقابتی را برای جلب توجه آقای براون با او به راه می‌اندازد.
- پیک-سن لیم (۲۷ قسمت) در نقش چونگ سو لی (سری ۱ الی ۳)، یک دختر کمونیست چینی تیپیکال که به عنوان منشی در سفارت چین کار می‌کند. او هرگز بدون کتاب سرخ کوچک مائو دیده نمی‌شود، که او غالباً از آن نقل قول می‌کند و دائماً در تلفظ صداهای r و l مشکل داشته و آنها را جابه‌جا تلفط می‌کند. در اوایل سریال، او رقابت ایدئولوژیکی شدیدی با تارو، همکلاسی ژاپنی‌اش داشت، اما بعداً در سریال، وقتی یکی از کاراکترهای فرعی به چونگ سو لی یا چین توهین می‌کند، تارو ا به دفاع از وی می‌شتابد. هنگامی که او از رئیس مائو نقل قول می‌کند، آقای براون پاسخ می‌دهد "این یک موضوع عقیدتی است".
- تامی گادفری (۲۰ قسمت) در نقش سیدنی (سری ۱ الی ۳)، سرایدار مدرسه، در دهه شصت زندگی خودش است و به زبان عامیانه و با گویش کاکنی غلیظ صحبت می‌کند. به غیر از دوشیزه کورتنی که او را با نام کامل صدا می‌کند. بقیه او را سید صدا می‌زنند. او از شریک زندگی خود که سالها با او زندگی می‌کند، متنفر است و در سالگرد آن  کراوات مشکی می‌بندد.سید کم شنوا است که اغلب باعث ایجاد سوءتفاهم می‌شود. علاقه فراوانی به مشروبات الکلی دارد و زبان آموزان را گول‌می‌زند تا برایش نوشیدنی بخرند و به او پول بدهند. همچنین وسایل مدرسه را می‌دزدد و می‌فروشد. او هم با آقای براون و هم با گلدیس دوست است.